# Аксуський сільський округ (Бурлінський район)
Аксуський сільський округ (каз. Ақсу ауылдық округі, рос. Аксуский сельский округ) — адміністративна одиниця у складі Бурлінського району Західноказахстанської області Казахстану. Адміністративний центр — село Аксу.
Населення — 599 осіб (2021; 635 у 2009, 937 у 1999, 1213 у 1989).
Станом на 1989 рік існувала Аксуська сільська рада (села Аксу, Ворошиловка, Жанакомис).

## Склад
До складу округу входять такі населені пункти:
| Населений пункт   | Старі назви | Населення, осіб (1989) | Населення, осіб (1999) | Населення, осіб (2009) | Населення, осіб (2021) |
| ----------------- | ----------- | ---------------------- | ---------------------- | ---------------------- | ---------------------- |
| Аксу, село        | -           | 978                    | 854                    | 504                    | 477                    |
| Ворошиловка, село | -           | 46                     | 0                      | -                      | -                      |
| Жанаконис, село   | Жана-Конис  | 189                    | 83                     | 131                    | 122                    |